# Ardhachandra selenoides
Ardhachandra selenoides är en svampart som först beskrevs av de Hoog, och fick sitt nu gällande namn av Subram. & Sudha 1978. Ardhachandra selenoides ingår i släktet Ardhachandra, divisionen sporsäcksvampar och riket svampar.   Inga underarter finns listade i Catalogue of Life.